# Друга Алія

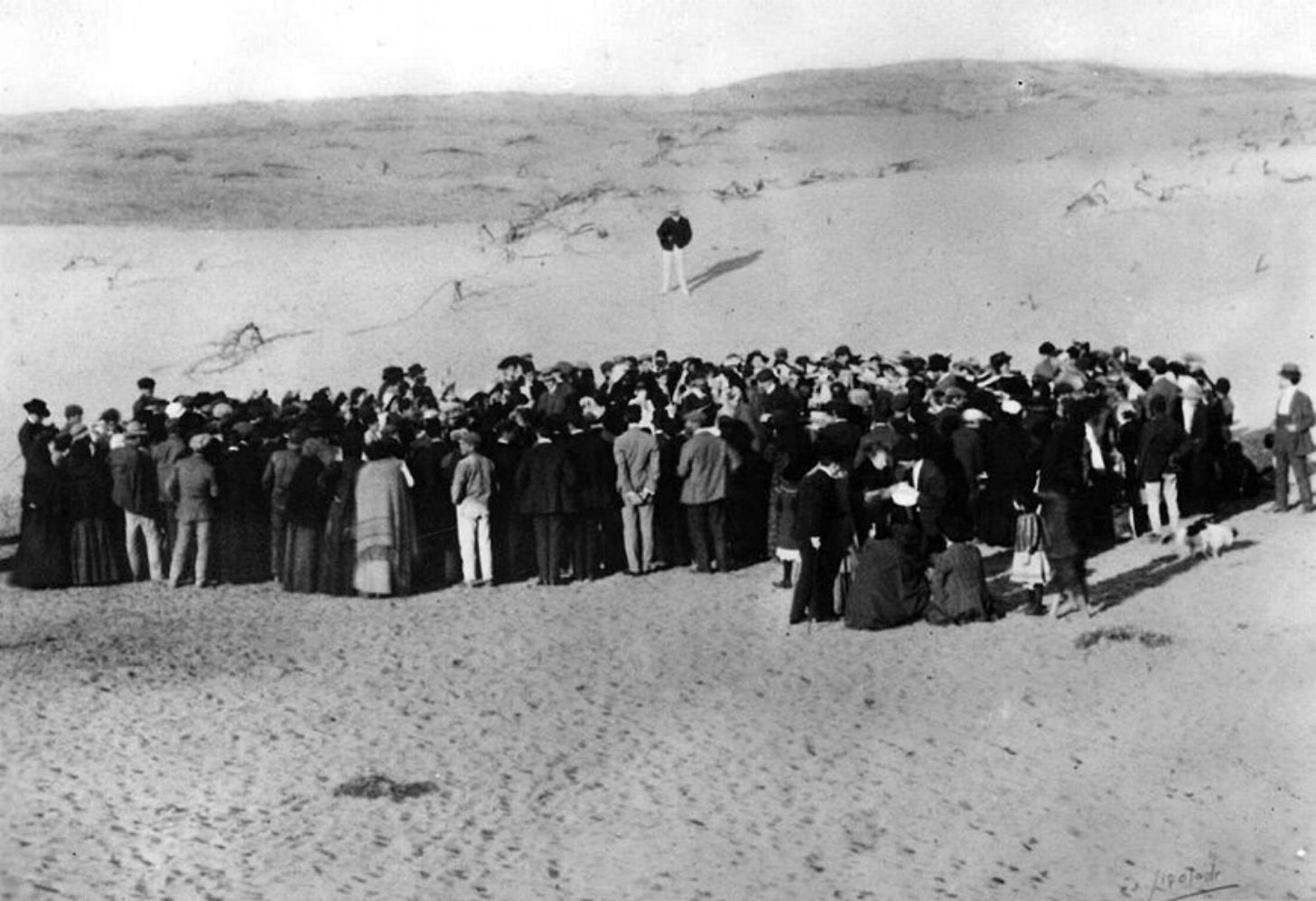
Заснування Тель-Авіву — 1909 рік.

Друга алія — тривала у 1904—1914 роках. За її час до Ізраїлю переселились близько 40 тисяч євреїв родом зі Східної Європи. Серед всього іншого, еміграція була пов'язана з хвилею погромів у Російській імперії, найвідомішим із яких був Кишинівський погром 1903 року та Революція в 1905 року.
Більшість переселенців другої алії належали до  релігійних євреїв і не завжди були активістами сіоністських організацій. В той же час багато з поселенців цього періоду були захоплені соціалістичними ідеями, та хотіли створити в Палестині політичні партії та робітничі організації. Їх девізом був «Єврейська праця на єврейській землі». Вони заснували у 1909 році найперший кібуц — Дганію, який заклав фундамент у  розвитку кібуцного руху та сформували першу організацію єврейської самооборони, Хашомер, для захисту єврейських поселень від набігів арабів та бедуїнів.
В 1909 році  було засновано передмістя  Яффи Ахузат-Баіт, з якого як наслідок виросло місто Тель-Авів. В цей же період широко розповсюдилось використання заново відроджений Іврит, на якому виходили газети та розвивалась література.
Із вступом Османської імперії, під владою якої знаходились тоді землі Ізраїлю, в Першу світову війну на боці Німеччини, турецький уряд почав репресувати єврейське населення краю, що перервало Другу алію. До 1917 року на землях Ізраїлю проживало приблизно 85 тисяч євреїв.

## Поселенці
Імігранти другої Алій були в основному ідейними людьми, натхненими революційними ідеалами, які пережили або втікли від російської Революції. Вони прагнули створити комунальну сільськогосподарську систему розселення в Палестині. Таким чином, вони заснували рух кібуц. Перший кібуц, Деґанія, був заснований в 1909 році.
Іммігранти, таких як Аківа Аріє Вайс, віддавали перевагу поселятися в містах, таких як створений Ашат-Баїт, що розташовувався поруч Яффи, які потім об'єдналися та були перейменовані в Тель-Авів-Яфо.

## Масова міграція та сіонізм
Існує дуже хибна думка, що сіонізм відігравав важливу роль у імміграції євреїв до землі Ізраїлю під час Другої Алії. Хоча сіонізм мав деякий вплив, його не можна розглядати як суттєвий чинник впливу на еміграцію в Османську Палестину, оскільки переважна більшість емігрантів походила із Східної Європи. Дві основні причини єврейської еміграції були економічна та переслідування, але і Османській Палестині вони часто страждали від арабських нападів. Євреї, які емігрували з Східної Європи, часто поверталися назад до дому, або в інші країни. Османський уряд часто негативно або з недовірою ставився до міграції євреїв так як і («'Старий Ішув'») в Палестину, ще з кінця 19 ст. до кінця першої світової війни. Одна з причин полягала в тому, що більшість євреїв мали іноземне громадянство, яке зменшувало можливості імперії контролювати їх та забезпечувати їх османськими правами та обов'язками.
Обшуки, депортації, арешти, відмова від османського громадянства — це деякі заходи, що використовувались для зменшення єврейської імміграції.
Та ідея, що Друга алія була переввжео сіоністського спрямування, не враховує всіх труднощів, які зазнали іммігранти. Через це більшість єврейських емігрантів вирушили до Сполучених Штатів, де було набагато більше економічних можливостей. Впродовж 1907—1914 років майже 1,5 мільйона євреїв пройшли через острів Елліс, тоді як лише близько 20 тисяч емігрували до Палестини.
Слово Алія на івриті означає підйом, який має ідеалістичне значення щодо повернення на давню єврейську батьківщину, відбите у сіонізмі. Насправді сіонізм мало вплинув на єврейську імміграцію до земель Ізраїлю в цей період. Коли сіоністський рух набув широких масштабів у двадцятому столітті, внаслідок них більше євреїв іммігрували до землі Ізраїлю. Проте під час Другої Алії, 1904—1914 років, сіонізм не відігравав великої ролі у впливі на єврейську імміграцію.

## Культура
Друга Алія в значній мірі доклалася до відродження єврейської мови і закріплення івриту як основної мови для євреїв в Ізраїлі. Еліезер Бен-Єгуда сприяв створенню першого сучасного єврейського словника. Незважаючи на те, що він був іммігрантом першої Алії, його роботи переважно дали плоди під час другої Алії.
Яаков Бен-Дов став першим режисером фільму, який був знятий на івриті.
Друга Алія створила також першу юдейську середню школу в Ізраїлі, Івритська герцлівська вища школа, Тель-Авів.

## Оборона

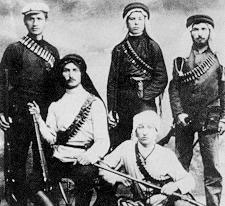
Члени організації Хашомер.

Друга Алія створила організацію безпеки, Хашомер, яка стала основою для майбутніх єврейських оборонних організацій, таких як Хагана.

## Відомі представники Другої Алії
- раввін Кук Аврагам Їцхак
- Іцхак Бен-Цві
- Давід Бен-Гуріон